# Aluminiumverbindungen
Aluminiumverbindungen sind die chemischen Verbindungen des metallischen Elements Aluminium. Viele Aluminiumverbindungen kommen als Minerale natürlich vor. Aluminium ist nach Silicium und Sauerstoff das dritthäufigste und damit das häufigste metallische Element der Erdkruste; dementsprechend treten auch Aluminiumverbindungen, z. B. die Alumosilicate, häufig auf.
In fast allen seiner Verbindungen ist Aluminium dreiwertig und der elektropositive Partner. Alle natürlich vorkommenden Aluminiumverbindungen und alle käuflichen Aluminiumverbindungen sind solche mit dem Oxidationszustand +3. Im dreifach positiv geladenen Aluminiumion Al3+ hat das Ion die Elektronenkonfiguration des Neons mit 10 Elektronen. Der Ionenradius ist sehr klein – Al3+ kann zu den kleinsten Ionen überhaupt gezählt werden, da die Verbindungen des noch etwas kleineren B3+ und der noch höher geladene Ionen (wie Si4+ oder Ti4+) eher kovalent als ionisch sind. Al3+ gehört im HSAB-Konzept zu den harten Lewis-Säuren und geht demnach besonders stabile Verbindungen mit den harten Lewis-Basen Fluorid F− und Oxid O2− ein. In vielen Verbindungen hat Aluminium(III) entweder die Koordinationszahl vier oder sechs. Bei der Koordinationszahl sechs tritt oft die oktaedrische Koordination auf, bei der Koordinationszahl vier die tetraedrische, z. B. in den Alumosilicaten.
Verbindungen des dreiwertigen Aluminiums sind zumeist farblos. Zu den Ausnahmen zählen auch Verbindungen, die zum Nachweis des Aluminiumions genutzt werden: das cobalthaltige Thénards Blau, die fluoreszierende Verbindung mit Morin und der Farblacke des Alizarin S und des Aluminons. Die Farblosigkeit der meisten Aluminiumverbindungen kann mit der abgeschlossenen Neon-Elektronenschale des Al3+ erklärt werden, die sich kaum an Elektronenübergängen beteiligt.

## Verbindungen des dreiwertigen Aluminiums

### Übersicht über wichtige binäre Verbindungen
| Wasserstoff                 | Kohlenstoffgruppe Gruppe 14 (IVA) | Stickstoffgruppe Gruppe 15 (VA) | Chalkogene Gruppe 16 (VIA) | Halogene Gruppe 17 (VIIA) |
| --------------------------- | --------------------------------- | ------------------------------- | -------------------------- | ------------------------- |
| Aluminiumwasserstoff (Alan) |                                   |                                 |                            |                           |
|                             | Aluminiumcarbid Al4C3             | Aluminiumnitrid AlN             | Aluminiumoxid Al2O3        | Aluminiumfluorid AlF3     |
|                             |                                   | Aluminiumphosphid AlP           | Aluminiumsulfid Al2S3      | Aluminiumchlorid AlCl3    |
|                             |                                   | Aluminiumarsenid AlAs           | Aluminiumselenid Al2Se3    | Aluminiumbromid AlBr3     |
|                             |                                   | Aluminiumantimonid AlSb         | Aluminiumtellurid Al2Te3   | Aluminiumiodid AlI3       |

### Oxide, Hydroxide, Silicate
Das Aluminiumoxid Al2O3 kommt in verschiedenen Formen natürlich vor: α-Al2O3 als Korund oder Saphir und – durch Chrom rot gefärbt – als Rubin. γ-Al2O3 wird Tonerde genannt.
Auch das Oxid-Hydroxid AlO(OH) kommt häufig als Böhmit γ-AlOOH oder seltener als Diaspor α-AlOOH natürlich vor, das Aluminiumhydroxid Al(OH)3 als Bayerit, Gibbsit (Hydrargillit) γ-Al(OH)3 und Nordstrandit.
Für die Aluminiumgewinnung wird vor allem vom Aluminiumerz Bauxit ausgegangen, das Gibbsit, Böhmit und Diaspor enthält.
Im Kaolinit Al2(OH)4[Si2O5] treten abwechselnd Silikatschichten [Si2O5]x2− mit tetraedrisch koordiniertem Si(IV) und Oktaederschichten mit sechsfach und oktaedrisch koordiniertem Al3+ auf. Im häufig vorkommenden Schichtsilikat Pyrophyllit Al2(OH)2[Si2O5]2 ist die Al-Oktaederschicht auf beiden Seiten mit Tetraederschichten verknüpft.
In Alumosilikaten, z. B. in Glimmern (z. B. Muskovit K Al2 [AlSi3O10(OH)2]), Sillimanit, Mullit, Feldspäten (z. B. Kalifeldspat K[AlSi3O8]) und Zeolithen ist Silicium teilweise durch Al3+ ersetzt. Wie das Silicium ist dabei auch das Aluminiumion tetraedrisch von Oxidionen umgeben.

### Halogenide und verwandte Verbindungen

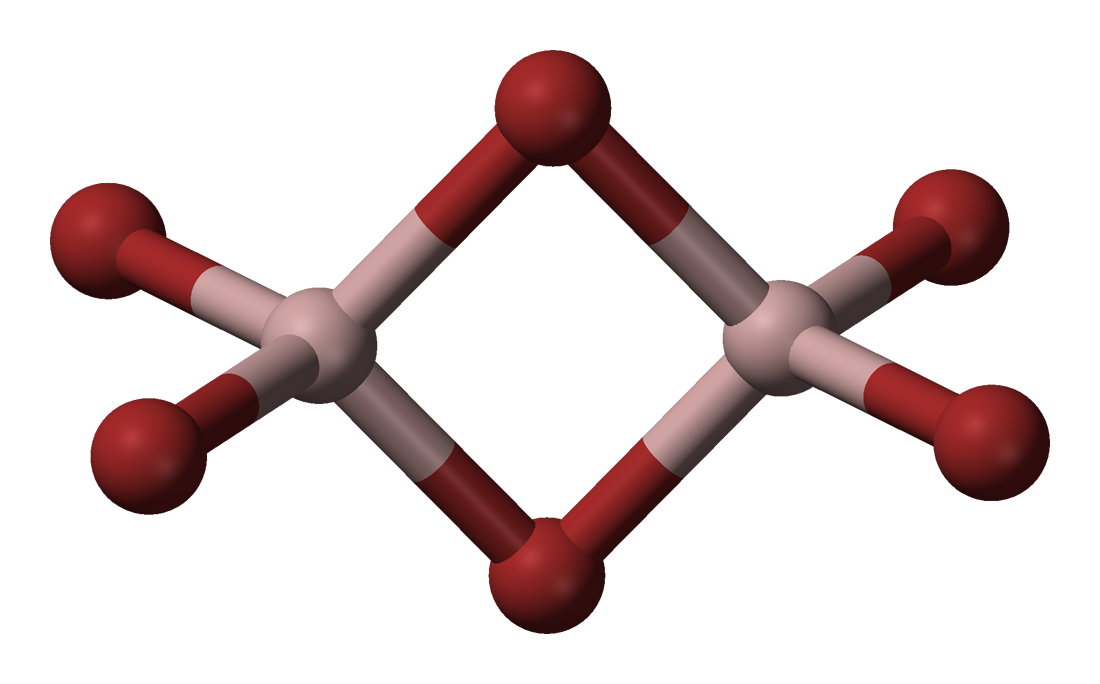
Struktur der Aluminiumhalogenid-Dimere Al_{2}Cl_{6}(l,g), Al_{2}Br_{6} und Al_{2}I_{6}

Im Aluminiumfluorid bilden die Fluoridionen verzerrte F6-Oktaeder um das Aluminiumion, wobei jedes Fluoridion mit zwei Aluminiumionen verknüpft ist, so dass eine dreidimensional vernetzte Struktur aufgebaut wird. Aluminiumchlorid bildet dagegen eine Schichtstruktur. Es sublimiert bei 180 °C und liegt in der Gasphase als Dimer Cl2AlCl2AlCl2 vor. Im Aluminiumbromid und im Aluminiumiodid treten solche dimere Moleküle Al2Br6 und Al2I6 mit der Koordinationszahl vier auch im festen Zustand auf.
Wasserfreies Aluminiumchlorid dient als Katalysator bei der Friedel-Crafts-Alkylierung und der Friedel-Crafts-Acylierung.

#### Halogenidokomplexe
Eine technisch wichtige Komplexverbindung ist das Natriumhexafluoroaluminat Na3AlF6, das bei der Schmelzflusselektrolyse zur Aluminiumgewinnung im Hall-Héroult-Prozess als Elektrolytbestandteil dient, das aber auch als seltenes Mineral Kryolith in der Natur vorkommt.

### Weitere Aluminium(III)-Salze
Das Aluminiumsulfat Al2(SO4)3, das in der Natur als eher seltenes Mineral Alunogen vorkommt, wird in der Wasseraufbereitung als Flockungsmittel genutzt. Zu den verschiedenen Aluminiumphosphaten zählt das Aluminiumorthophosphat AlPO4 und das Aluminiummetaphosphat Al(PO3)3. Das Aluminiumstearat wird als Verdickungsmittel genutzt.
Sucralfat, das Aluminium-Salz von Saccharosesulfat, dient als Medikament, z. B. zur Behandlung von Zwölffingerdarmgeschwüren.

### Aluminiumhydride
Das auch Alan genannten Aluminiumhydrid (AlH3)x hat eine polymere Struktur und ist kaum löslich. Es zerfällt oberhalb von 100 °C in die Elemente. Als Reduktionsmittel, vor allem in der organischen Chemie, sind Lithiumaluminiumhydrid LiAlH4 (Lithiumalanat) und Natriumaluminiumhydrid NaAlH4 (Natriumalanat) von Bedeutung. Mit ihnen lassen sich Carbonylverbindungen reduzieren. Von ihnen leiten sich substituierte Hydride ab, Lithiumtriethoxyaluminiumhydrid LiAl(OEt)3H wird z. B. als mildes Reduktionsmittel genutzt.

### Aluminiumorganische Verbindungen
Unter den aluminiumorganischen Verbindungen finden sich wichtige Katalysatoren, z. B. das Tebbe-Reagenz, das Methylaluminoxan und die Ziegler-Natta-Katalysatoren.

### Aluminiumcarbid und Aluminiumnitrid
Aluminiumcarbid Al4C3 reagiert mit Wasser unter Bildung von Methan.
Das einzige Nitrid des Aluminiums ist das Aluminiumnitrid AlN; es lässt sich aus den Elementen darstellen.

## Aluminiumverbindungen der Oxidationsstufen +1 und +2

### Aluminium(II)-Verbindungen
Bei hohen Temperaturen kann sich aus Aluminium und Al2O3 das Aluminium(II)-oxid AlO bilden.

### Aluminium(I)-Verbindungen
Reduziert man Dämpfe der Aluminium(III)-halogenide AlF3, AlCl3 und AlBr3 bei hohen Temperaturen mit Aluminium, können die Aluminium(I)-halogenide Aluminium(I)-fluorid AlF, Aluminium(I)-chlorid AlCl, Aluminium(I)-bromid AlBr und Aluminium(I)-iodid AlI erhalten werden. Sie entstehen auch bei 1000 °C aus flüssigem Aluminium und Halogenwasserstoff. Vom Aluminium(I)-iodid AlI existiert ein Addukt mit Triethylamin, Al4I4(NEt3)4.
Bei hohen Temperaturen kann auch Aluminium(I)-oxid erhalten werden.

## Legierungen des Aluminiums
Einige Legierungen des Aluminiums haben eine definierte Stöchiometrie, z. B. die des Lithiums mit der Zusammensetzung LiAl, und können daher als intermetallische Verbindungen aufgefasst werden. Gegenüber Lithium ist Al der elektronegative Partner.